# Achterstag

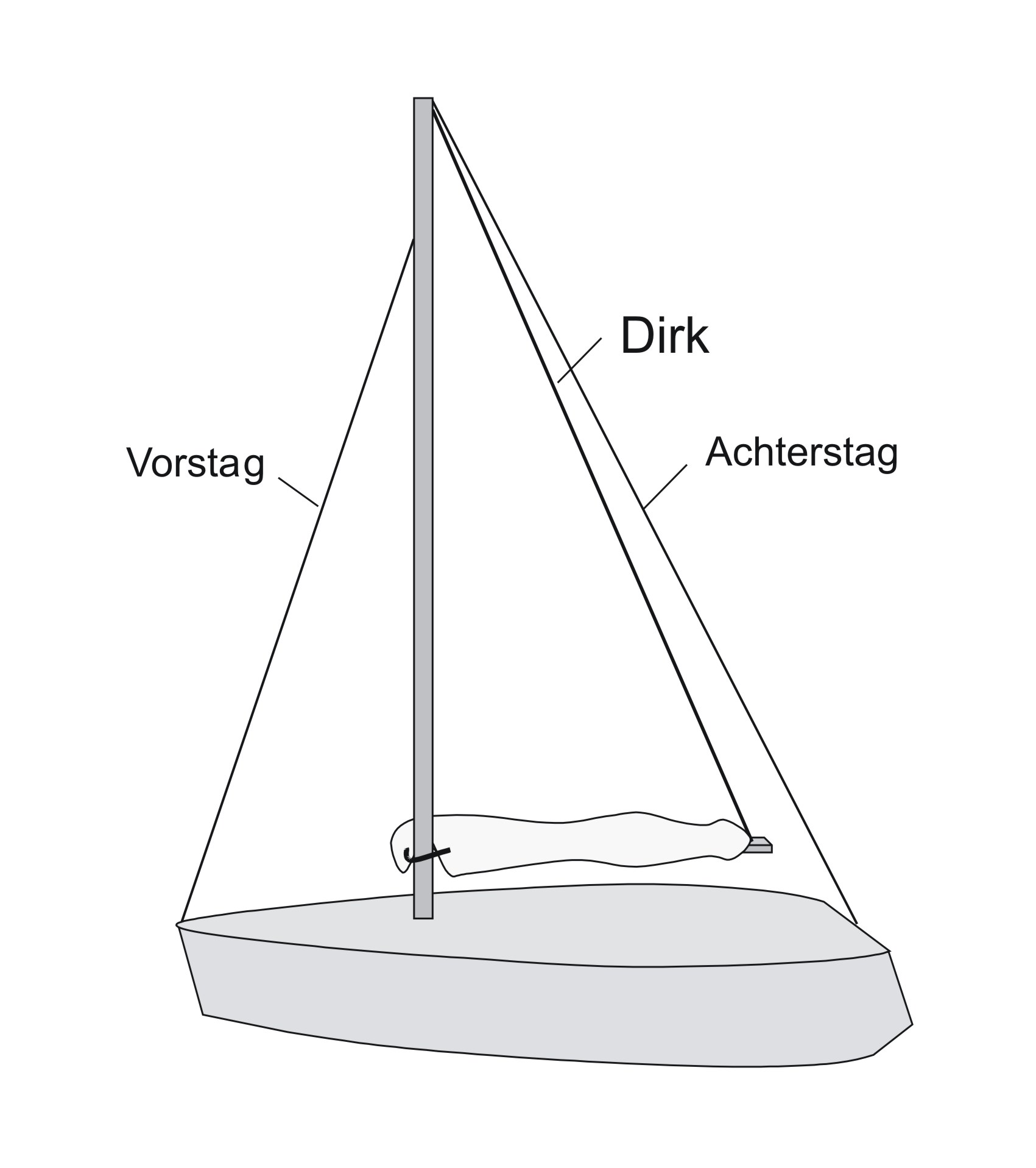
Achterstag im Rigg

Das Achterstag ist bei einem Segelschiff ein am Masttop oder der Mastspitze angreifendes Seil, zumeist aus Draht, welches – am Heck befestigt – verhindert, dass der Mast nach vorne umkippt. Dem Achterstag gegenüber greift – an der Mastspitze, bei modernen Konstruktionen meist kurz darunter – das Vorstag an, welches den Mast entsprechend nach hinten sichert.
Neben diesem Zweck wird über die Spannung des Achterstags bei einem 7/8-Rigg die Form des Großsegels getrimmt, da sich durch die Erhöhung der Spannung des Achterstags der Masttopp nach achtern und der Mittelteil des Mast bogenförmig nach vorne schiebt. Wenn das Segel „bauchig ist“ bedeutet dies, dass das Segel in der Flächenmitte zu stark gewölbt ist. Durch Dichtholen (Spannen) des Achterstags kann man den Mast so biegen, dass das Segel flacher getrimmt wird und dadurch vorne einen besseren Anstellwinkel liefert. Dies erlaubt, einen spitzeren Winkel zum Wind, „mehr Höhe“, zu laufen. Des Weiteren werden schädliche Krängungskräfte vermindert und die vom Segel erzeugte Kraft zwar vermindert, aber für die erwünschte Fahrtrichtung „Hoch am Wind“ besser ausgerichtet. Nebenbei beseitigt die Spannung auch den Durchhang des Vorstages mit ähnlichen Effekten auf das Profil des Vorsegels. Bei Kursen weniger hoch am Wind (und im Hafen) entspannt man das Achterstag teilweise, ohne die maststützende Wirkung aufzugeben. Bei Riggs mit gepfeilten Salingen – die überwiegende Mehrheit der modernen Riggs – hat das Achterstag oft nahezu nur noch Trimmfunktion, denn der Mast wird von den hinter dem Mast stehenden Wanten in der Längschiffrichtung gestützt.
Gelegentlich ist ein Abschnitt des Achterstags elektrisch isoliert und wird als Antenne für Funkanlagen (Grenzwelle, Kurzwelle) benutzt.
Zum Spannen und Trimmen kann eine Hydraulik, ein Spindelgetriebe oder eine Talje vorhanden sein.
Stage und Wanten werden auch als stehendes Gut bezeichnet.